# François Stella
Pour les articles homonymes, voir Stella.
François Stella est un peintre français, né en 1563 à Malines et mort en 1605 à Lyon.

## Biographie
La famille Stella est originaire de Flandre. François Stella vient à une date inconnue s'installer à Lyon, où il réside en 1596 lors de la naissance de son fils Jacques Stella, qui deviendra également peintre ; il est également père d'un autre François (1603-1647), parfois dit « Le Jeune » pour le distinguer de son père. Au tournant du siècle, il demeure en Italie, puis revient à Lyon où il meurt en 1605.
Une rue Stella rend hommage à la famille de peintres ; elle est située dans le 2e arrondissement, à Lyon.

## Œuvre

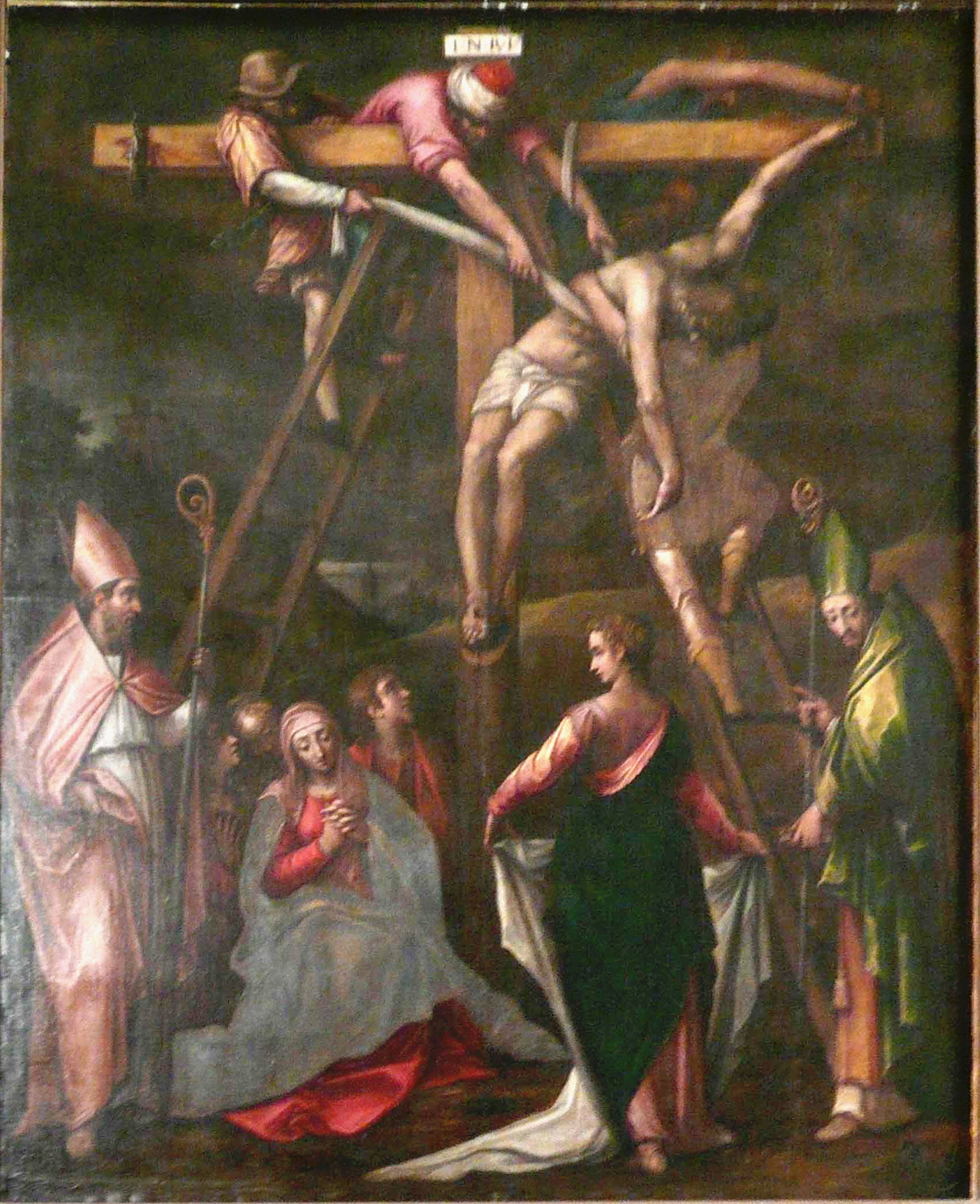
Descente de croix, par François Stella.

François Stella, beaucoup moins célèbre que son fils Jacques, est connu à Lyon pour 175 vues de la ville qu'il réalise à la fin de sa vie ; un grand nombre de ces vues représentent des établissements scolaires gérés par les Jésuites, ce qui laisse supposer ces derniers comme les commanditaires d'une partie importante de cette œuvre. Néanmoins, si toutes ces vues sont attribuées à Stella, des recherches plus récentes mettent en doute leur unique provenance et suggèrent l'intervention d'autres artistes.
Une mise au tombeau située dans la chapelle du Saint-Sépulcre, à l'intérieur de la primatiale Saint-Jean, lui est également attribuée.

### Liste des peintures
- L'Assomption, 1604, huile sur toile, Oberdorf (Suisse, canton de Soleure), Wallfahrtskirche
- La Descente de Croix, 1604, huile sur toile, 255 x 205 cm, Six-Fours, collégiale Saint-Pierre